# Towards the Skullthrone of Satan
Towards the Skullthrone of Satan är det belgiska black metal-bandet Enthroneds andra fullängdsalbum, som gavs ut 1997 av Blackened Records.
Albumet spelades in i Hautregard Recordings S.C. 1997. Cronos från black metal-bandet Venom spelade in bakgrundssång på två spår på albumet. Gästtrummis var Da Cardoen. Albumet släpptes i Brasilien av Somber Music och Paranoid Records med tre stycken bonusspår, med dessa inräknade i den ursprungliga låtlistan blir den totala speltiden 56:11 minuter lång. Skivan återutgavs i form av LP av Painkiller Records under licens från Blackened Records.

## Låtförteckning
1. "Satan's Realm" - 2:04
2. "The Ultimate Horde Fights" - 4:43
3. "Ha Shaitan" - 4:46
4. "Evil Church" - 4:40
5. "The Antichrist Summons The Black Flame" - 3:54
6. "The Forest Of Nathrath" - 4:29
7. "Dusk Of Forgotten Darkness" - 5:15
8. "Throne To Purgatory" - 3:41
9. "When Horny Flames Begin To Rise" - 5:04
10. "Hertogenwald" - 5:32
11. "Final Armageddon" - 1:00

### Bonusspår på den brasilianska utgåvan
1. "Legend Of The Coldest Breeze"
2. "Tales From a Blackened Horde" (Demo)
3. "Deny The Holy Book Of Lies" (Demo)

## Banduppsättning
- Sabathan - bas, keyboard, sång
- Nebiros - gitarr
- Nornagest - gitarr, bakgrundssång

### Gästmusiker
- Da Cardoen - trummor (session)
- Chronos - bakgrundssång (spår 1, 10)

### Medverkande
- Cernunnos - trummor (koncept)
- André Gielen - producent, ljudtekniker, mixning
- Kris Verwimp - design (omslag)
- Christain Szpadjel - design (logotyp)